# アセラ (列車)

運行系統図

アセラ（英語: Acela）は、アメリカ合衆国の旅客鉄道公社「アムトラック」が運行する、ボストン - ニューヨーク - フィラデルフィア - ワシントンD.C.を結ぶアメリカ初の高速鉄道である。運転開始時の名称はアセラ・エクスプレスであった。名称は"Acceleration"（加速）と "Excellence"（優秀）を合わせた造語である。
アセラは北米大陸で最も高速な列車であり、最高時速150マイル（240 km/h）に達するが、その速度が出せるのはルート全体735 kmのうち80.3 kmに過ぎない。高速運行が可能な区間は、主にペンシルベニア駅からユニオン駅の364 km区間であり、最短所要時間は2時間45分、平均速度は132 km/hであった。

## 歴史
自動車大国であるアメリカでは大都市近郊区間を除けば鉄道の旅客は少なく、大都市間の移動は主に飛行機が使用されている。アムトラックはアメリカ東部を中心に路線を持ち、これまでもニューヨーク - ワシントンD.C．間を結ぶ特急列車などを運行していたが、ビジネス客の利用が多かった「メトロライナー」以外の列車では利用者低迷にあえいでいた。
そこで起死回生を狙ってアメリカで最も人口が密集する地域を結ぶ北東回廊のボストン - ニューヨーク - ワシントンD.C.間に高速列車を走らせる計画が浮上した。それが2000年に運行が開始されたアセラ・エクスプレスである。
アセラが2016年に上げた収益5億8,500万ドルは、アムトラックの総収入の25%に相当する。なおアセラの運転開始後も細々と（ワシントンD.C. - ニューヨーク間で）運転されていた「メトロライナー」は2006年10月27日の最終運行をもって全廃となった。ちなみに最晩年の「メトロライナー」は平日1往復の運転となっていた。

## 運行形態と設備
全体的に老朽化した在来線で1830年代の設備も残るが、路線の近代化工事は継続的に行われている。交差する道路は立体化されており踏切は非常に少ない。
ワシントンD.C. - フィラデルフィア - ニューヨーク間は複々線の区間が多く、最高速度215 km/h程度で225マイル（約360 km）を最速2時間47分で結ぶ。ニューヨーク - ニューヘイブン - ボストン間はニューヨーク近郊で通勤列車の本数が多いため大幅な徐行を余儀なくされているが、最高速度240 km/hに対応している区間もあり、231マイル（約370 km）を最速で3時間23分で結んでいる。
座席はファーストクラスとビジネスクラスのみからなっており、他の列車のエコノミークラスとは値段、サービス両面で差をつけている。公衆無線LANも使用可能。カフェ車も連結されている。ファーストクラスでは他のアムトラックの寝台車同様、食事及び酒を含む飲み物がサービスされる。アセラ車内販売限定サンドイッチも人気が高い。

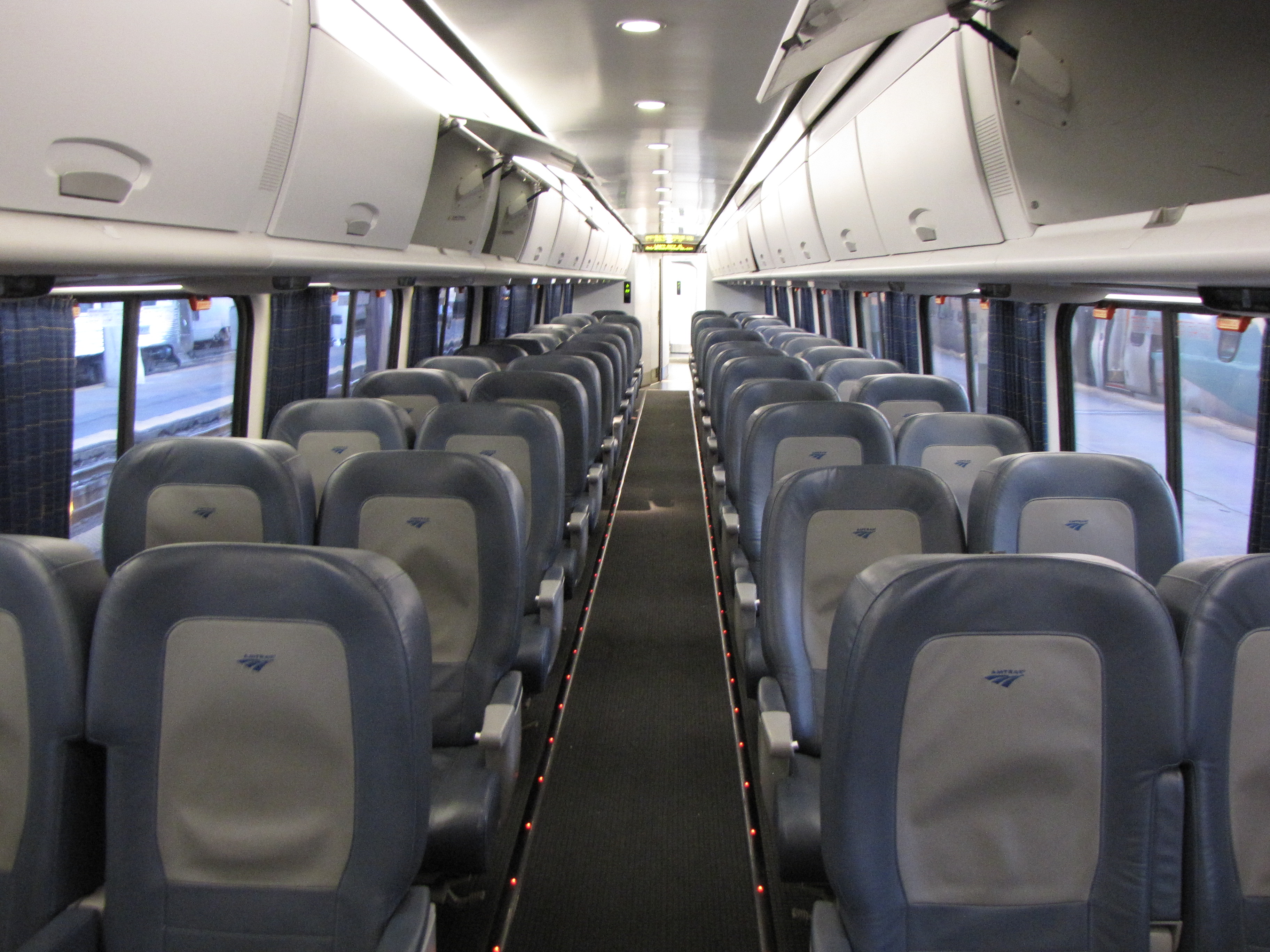
ビジネスクラス
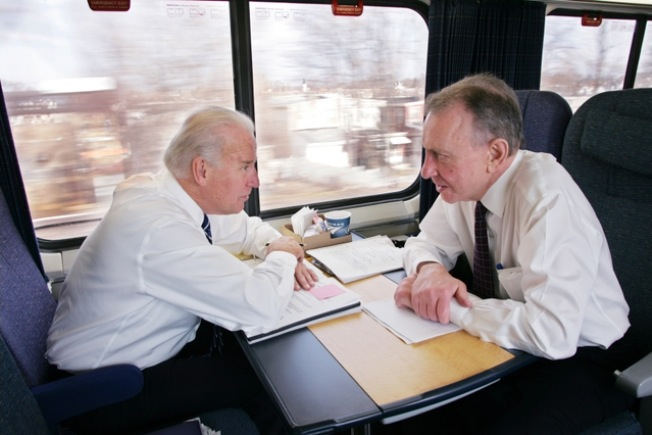
車内で談話する副大統領ジョー・バイデン（2009年）

| 号車                      | —                      | 1                      | 2                          | 3                      | 4                      | 5                      | 6                        | —                      | 計                       |
| 用途                      | 電源車                 | ファーストクラス       | ビジネスクラス (quiet car) | カフェ                 | ビジネスクラス         | ビジネスクラス         | ビジネスクラス (end car) | 電源車                 | N/A                      |
| 重量（ショートトン）      | 102.0                  | 71.0                   | 69.5                       | 68.5                   | 69.5                   | 69.5                   | 71.0                     | 102.0                  | 623.0                    |
| 重量（ロングトン,M3トン） | 91.1ロングトン; 92.5 t | 63.4ロングトン; 64.4 t | 62.1ロングトン; 63.0 t     | 61.2ロングトン; 62.1 t | 62.1ロングトン; 63.0 t | 62.1ロングトン; 63.0 t | 63.4ロングトン; 64.4 t   | 91.1ロングトン; 92.5 t | 556.2ロングトン; 565.2 t |
| 定員                      | N/A                    | 44                     | 65                         | N/A                    | 65                     | 65                     | 65                       | N/A                    | 304                      |

## 車両
車両の選定でフランスの「TGV」、ドイツの「ICE」、スペインの「タルゴ」、イタリアの「ペンドリーノ」、スウェーデンの「X2000」といったヨーロッパの高速列車が候補に上がり、「ICE」や「X2000」は実際に試運転まで行われたが、最終的にはTGVの技術をベースにした車両が導入された。車両の製造はカナダのボンバルディアとフランスのアルストムの企業連合が行った。
沿岸部を走るという特性から、車体はステンレス無塗装となっている。
現在、アムトラックは新型車両の導入を計画しており、次期新型車両の製造メーカーはアルストムに決定した。アヴェリア・リバティと呼ばれる動力集中方式のタイプで、2023年秋の営業運行開始を目指している。 しかし老朽化した線路に問題があるとして営業運行開始は延期され2024年以降の予定である。　試験走行は2020年に開始しており、全編成を置き換える予定である。

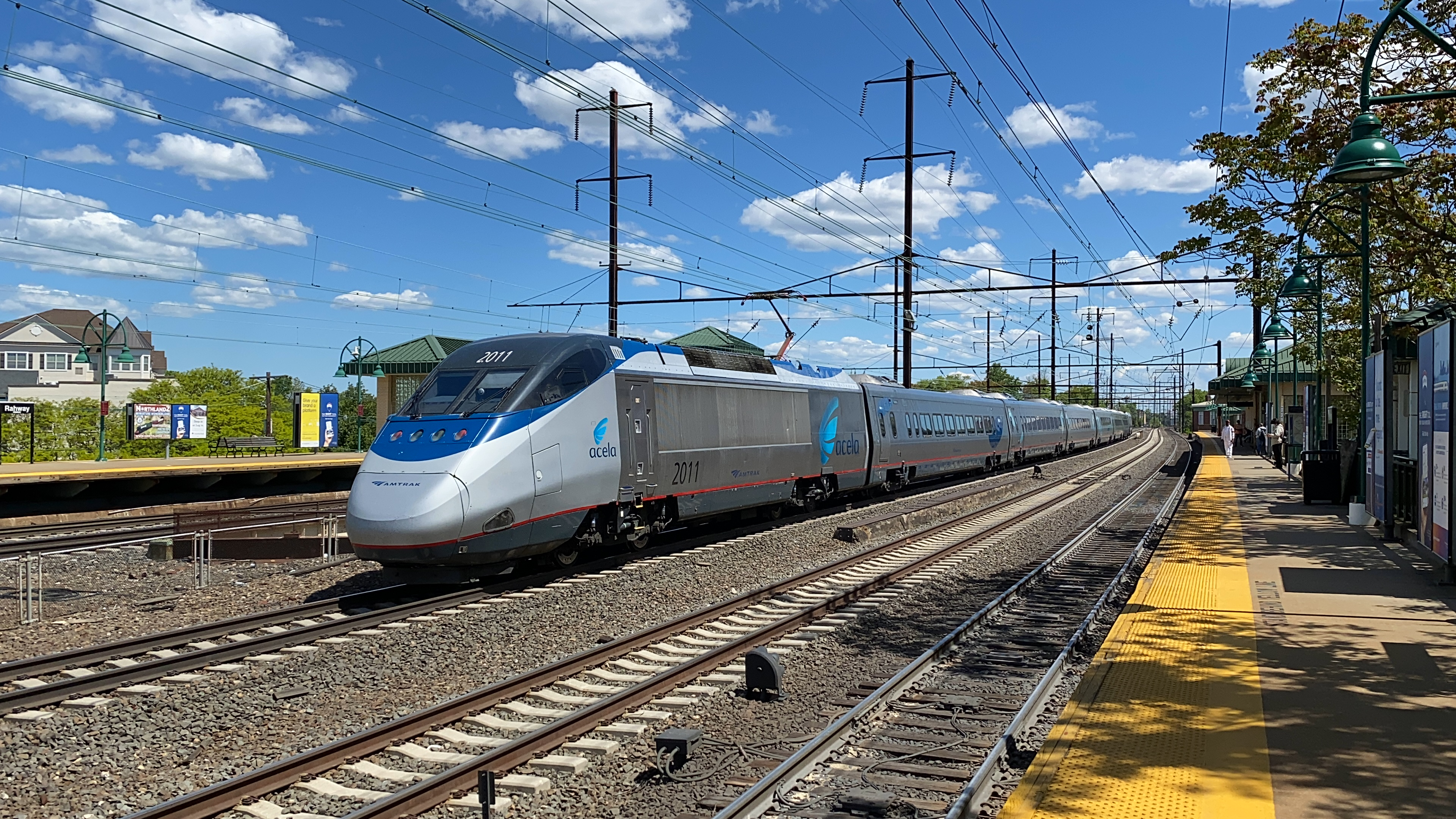
アセラ・エクスプレス
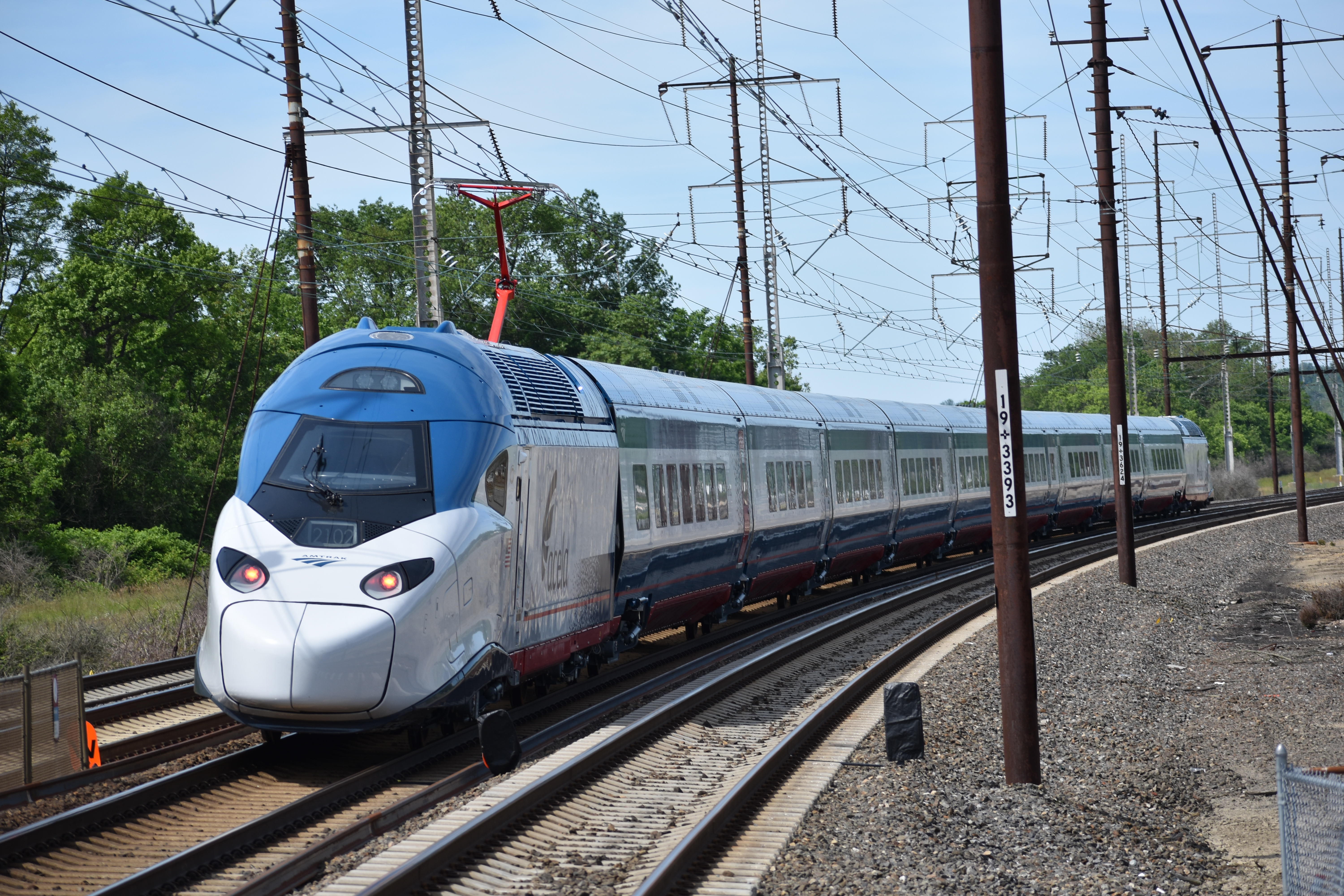
アヴェリア・リバティ

## 停車駅

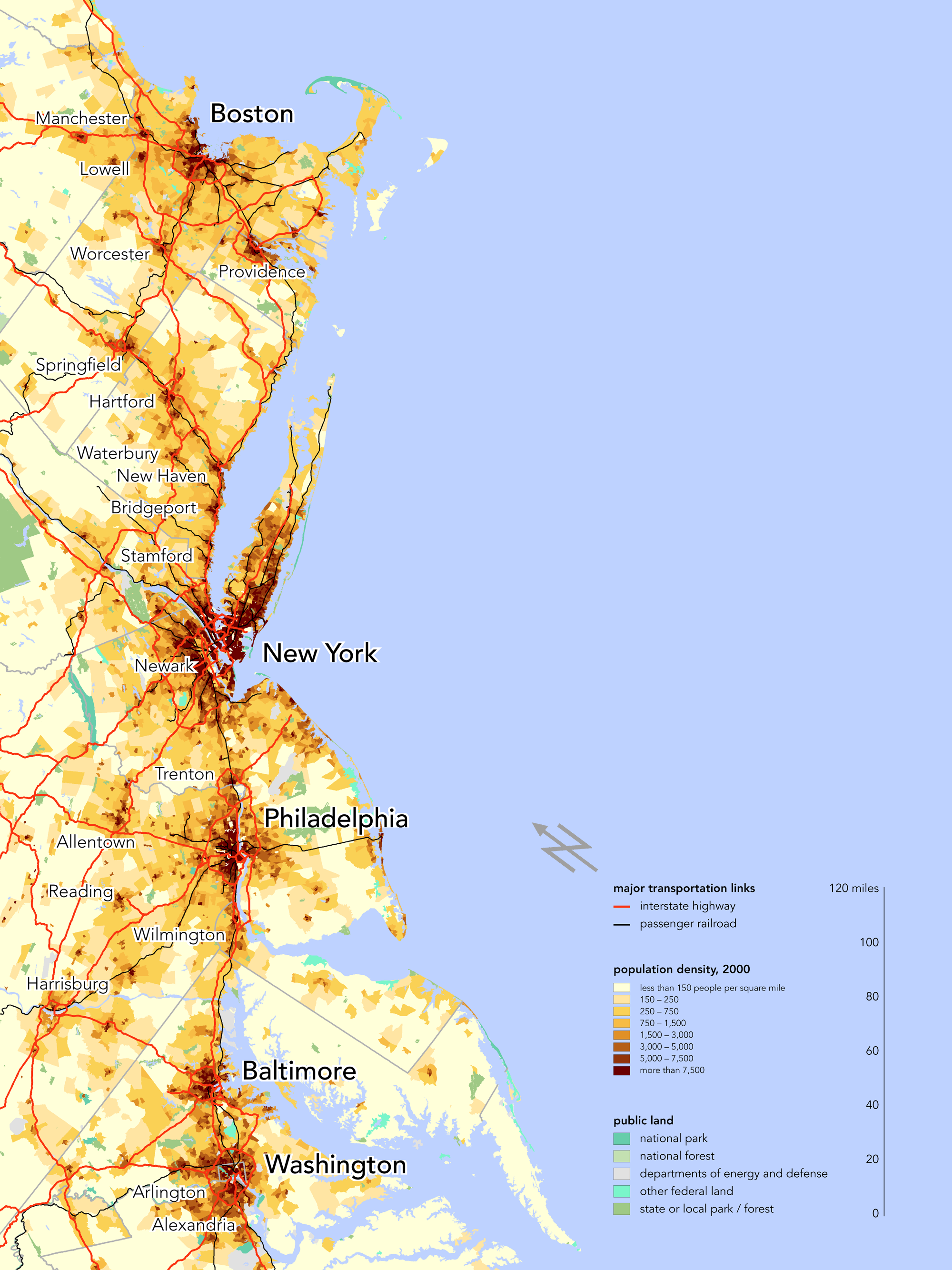
路線図

アセラ・エクスプレスの停車駅は、以下の通りである。途中14駅に停車するが、一部の列車しか停車しない駅は、アスタリスク（*）でマークしている。接続の詳細、及び他の列車の停車駅は北東回廊を参照。
| 停車駅                            | 州                 |
| --------------------------------- | ------------------ |
| ボストン南駅 (MBTA)               | マサチューセッツ州 |
| バック・ベイ駅 (MBTA)             | マサチューセッツ州 |
| ルート128駅 (MBTA)                | マサチューセッツ州 |
| プロビデンス駅 (MBTA)             | ロードアイランド州 |
| ニューヘイブン・ユニオン駅*       | コネチカット州     |
| スタンフォード駅*                 | コネチカット州     |
| ニューヨーク・ペンシルベニア駅    | ニューヨーク州     |
| ニューアーク・ペンシルベニア駅*   | ニュージャージー州 |
| メトロパーク駅*                   | ニュージャージー州 |
| フィラデルフィア30丁目駅          | ペンシルベニア州   |
| ウィルミントン駅*                 | デラウェア州       |
| ボルチモア・ペンシルベニア駅      | メリーランド州     |
| ボルチモア・ワシントン国際空港駅* | メリーランド州     |
| ワシントン・ユニオン駅            | ワシントンD.C.     |

## 問題点
事故や定時性の低さで毎年のように議会の槍玉に上がっているアムトラックの起死回生の切り札として登場したアセラ・エクスプレスではあったものの、いくつかの問題が生じている。
所要時間
前述のように在来線を走る高速列車であるため、線形の影響で高速化に限界がある。
故障
アメリカでは数少ない高速列車であるためか、部品の亀裂などによってたびたび全列車が原因究明のために運行停止に陥っている。
2002年8月15日には横揺れ吸収装置に亀裂が発見され、全車両無期限運行停止となった他、2005年4月15日にはブレーキディスクに亀裂が発見され、運行停止となった。いずれの事例も原因究明後には運転を再開している。